# Сансон, Вероник
Верони́к Сансо́н (род. 24 апреля 1949 года, Булонь-Бийанкур, Франция) — французская певица, пианистка, автор-исполнитель, продюсер, актриса. Дочь адвоката и политического деятеля Рене Сансона и мать певца Кристофера Стиллза.

## Биография
Вероник родилась в семье адвоката и политического деятеля Рене Сансона и Колетт Сансон (в девичестве Люка), активных участников движения Сопротивления во время Второй мировой войны, поженившихся в 1945 года после освобождения Франции. Двум своим дочерям, Вьолен (род. 15 мая 1947 года) и Вероник, они дают имена, начинающиеся с буквы V, в честь символа победы. Родители были меломанами, поэтому отец очень рано начинает обучать девочек игре на фортепиано, а мать показывает первые аккорды на гитаре. Затем последуют частные уроки, но нелюбовь Вероник к дисциплине и сольфеджио заставит её продолжать занятия самостоятельно. Кроме музыки девочки активно изучают иностранные языки, в частности, Вероник свободно говорит по-английски и испански. Школа даётся ей с трудом. Музыкальную карьеру Вероник начинает в группе Les Roche Martin, созданной вместе с сестрой Вьолен и другом Франсуа Бернемом, ставшим впоследствии востребованным композитором и продюсером (сотрудничал с Брижит Бардо, группой Les Poppys, Жераром Ленорманом, Патрисией Каас, Мелиссой Марс и многими другими). В день восемнадцатилетия Вероник выходит их первая пластинка, не встретившая успеха. После провала второго сингла, для которого Вероник написала песню Maria de Tusha, группа распадается. Во время записи песен группы Вероник начинает сотрудничать с Мишелем Берже, бывшим в то время арт-директором лейбла Pathé-Marconi.

Два года спустя выходит первый сольный сингл Вероник Le printemps est là (музыка была написана Вероник, но из-за схожести с Sunny goodge street Донована на обложке пластинки указано его авторство). Второй песней была Le feu du ciel, которую она перезапишет для альбома Sans regrets (вместе с тремя песнями, написанными для Изабель де Фюнес в 1968—1969 гг. — Mon voisin, Une odeur de neige и Jusqu'à la tombée du jour).

### 1970-е
В 1971 году с помощью Мишеля Берже Вероник подписывает контракт с WEA, став первой французской артисткой лейбла Elektra. Её первый альбом Amoureuse, реализованный Берже, бывшего в то время спутником её жизни, выходит в марте 1972 года. Альбом будет также выпущен также в Канаде компанией Warner после того, как Жиль Валикетт проявил интерес к артистке. Выход пластинки продолжил небольшую революцию во французской песне, начавшуюся после десяти лет популярности стиля йе-йе. бывшего не слишком изобретательным. Девушка, аккомпанирующая себе на рояле и поющая собственные песни на потрясающие тексты и современную музыку, аранжированную на англо-саксонский манер сразу же снискала успех, как во Франции, так и в Канаде. Сингл Besoin de personne был продан тиражом в 200 000 экземпляров. Ещё две песни станут классикой её репертуара с течением времени: Bahia и Amoureuse, англоязычная версия которой станет, начиная со следующего года, объектом множества кавер-версий, среди которых исполнение Кики Ди (её версия станет большим хитом в Англии), а также, уже позднее, Оливии Ньютон-Джон и Ширли Бэсси (под названием Emotion). Сама Сансон запишет в 1973 году песни Amoureuse и Besoin de personne на английском, немецком и испанском языках, а также ещё две песни альбома на английском языке (Vert vert vert и Dis-lui de revenir, ставшие Green Green Green и Birds of Summer) по случаю выпуска альбома в Англии и Соединённых Штатах.

Начинаются выступления на телепередачах и концертах: в течение месяца Вероник исполняет свои песни перед посетителями кабаре на Эйфелевой башне, а также выступает в первом отделении концертов Клода Франсуа, Мишеля Польнареффа, Жюльена Клера.
В декабре 1972 года выходит второй альбом, De l’autre côté de mon rêve, три песни с которого, опять же, станут классикой её репертуара: Comme je l’imagine, Chanson sur ma drôle de vie (которая получит «вторую жизнь» в 2010 году, став саундтреком к фильму Всё то, что сверкает) и Une nuit sur son épaule.

Однако ещё до того, как альбом был сведён, Вероник внезапно уходит от Мишеля Берже и уезжает жить в Соединённые Штаты к американскому рок-музыканту Стивену Стиллзу из группы Crosby, Stills, Nash & Young.

Они поженились 14 марта 1973 года в Гилфорде (Англия), а жить уезжают в горы Колорадо. Вероник начинает часто посещать Квебек, где её очень ждали с момента выхода первого альбома. 19 апреля 1974 года в Боулдере, Колорадо, на свет появился сын Вероник и Стивена, Кристофер Стиллз. В профессиональном плане это американское «затворничество» даст ей очень многое. В следующем альбоме, Le maudit, вышедшем в октябре 1974 года, её музыка приобретёт более поп-роковое звучание. Альбом был записан вместе с музыкантами Стивена Стиллза, который лично сыграл на гитаре в песне On m’attend là-bas. И по сей день этот альбом остаётся лучшим для многих поклонников Вероник, пластинка получает прекрасный приём среди критиков в музыкальной прессе того времени. Тексты становятся гораздо более мрачными, в отличие от двух предыдущих пластинок, в частности, слова заглавной песни, а также Ma musique s’en va и Bouddha, все они посвящены разрыву отношений с Мишелем Берже. Успеху альбома в значительной мере поспособствуют песни Alia Soûza и Le Maudit. В октябре 1974 года Вероник даёт два концерта в Олимпии, а затем ещё неделю выступает там в феврале 1975 года перед началом своего первого большого французским турне.

В 1976 году продюсирование её следующего альбома Vancouver было поручено Бернару Сен-Полю, что положило начало их сотрудничеству (вместе они работали в общей сложности над двенадцатью альбомами, семью студийными и пятью концертными) вплоть до 1979 года, а затем вновь с 1992 по 2005. Vancouver первым из её альбомов получает статус «золотого», а одноимённая песня становится хитом. В феврале 1976 года она вновь выступает в Олимпии, результатом этих концертов станет первый концертный альбом, выпущенный несколько месяцев спустя под названием Live at the Olympia. За ним последует новый студийный альбом Hollywood (1977) с такими хитами, как Bernard’s Song (Il n’est de nulle part) и Féminin, затем 7ème (1979) с песнями Ma révérence, Celui qui n’essaie pas и Je suis la seule, и, наконец, Laisse-la vivre (1981), все получают статус «золотых», и за выходом каждого альбома следует европейское турне. Она станет первой женщиной, выступившей во Дворце Спорта (в июне 1978 года, затем в мае 1981). В конце 70-х годов Вероник Сансон была одной из первых французских поп-звёзд.

### 1980-е
В начале 1980-х годов Вероник возвращается жить во Францию вместе с сыном, разведясь в 1979 году со Стивеном Стиллзом. В 15 лет ей удавалось сочинить двадцать музыкальных тем за день, но теперь у её вдохновения случился кризис, поэтому выхода следующего альбома поклонникам придётся ждать 4 года, за это время Вероник выпустила всего 2 новые песни (Le temps est assassin и Avec un homme comme toi), записанные во время концертов в Олимпии в 1983 году. Она так объясняла это затишье: «У меня нет мелодий в запасе, я никогда не пишу песни заранее, иначе к моменту записи в студии они начинают казаться мне старыми, и мне уже не хочется их записывать». Название первого сингла из нового альбома, который она выпустила, наконец, в 1985 году, говорит об этом периоде молчания: C’est long, c’est court (И долго, и коротко). Пластинка, не получившая названия — публика будет называть её просто «белый альбом» — была записана во Франции с французской командой, впервые после 1972 года. Из-за страха творческого кризиса альбомы будут отныне выходить с интервалом не менее, чем в 4 года. Тем не менее, от сцены она не удаляется более, чем на год.

19 июля 1985 года она выступает на джазовом фестивале в Антибе, разделив афишу с Мишелем Жоназом, а осенью возвращается в Олимпию, уже ставшую для неё культовым залом. Результатом этих выступлений станет третий концертный альбом L’Olympia 1985, выпущенный в 1986 году. В конце 1986 года она отправляется с Аленом Сушоном в совместное турне по всей Франции под названием Chacun mon tour.

В 1988 году выходит альбом Moi, le venin, первым хитом с которого становится песня Allah, в итоге запрещённая во многих СМИ. Толчком к скандалу послужило дело Салмана Рушди и его романа Сатанинские стихи — Вероник начала получать смертельные угрозы, авторы которых сочли песню кощунственной, тогда как, по словам певицы, песня носит пацифистский характер. Её продюсером стал Мишель Берже, сделавший аранжировку со своей командой музыкантов, так как звукозаписывающая компания сочла версию, спродмсированную самой Вероник, недостаточно убедительной (в итоге эта запись вышла на макси-сингле, а версия Берже вошла в альбом). Во время её концертов в Олимпии в феврале-марте 1989 года была усилена охрана, а нашумевшая песня была изъята из трек-листа концертов, чтобы не подвергать риску не только саму Вероник, но и её публику. Очередной концертный альбом с новой песней Je les hais был выпущен в октябре 1989 года.

В конце 1989 года Вероник вместе с Жаном-Жаком Гольдманом, Мишелем Сарду, Эдди Митчеллом и Джонни Холлидеем отправляется в первое турне Les Enfoirés в помощь ассоциации Restos du cœur. Затем она даёт серию концертов в театре Шатле с Пражским симфоническим оркестром, по-новому осветив некоторые песни из своего обширного репертуара и выпустив в 1990 году альбом и видео с этим шоу, имевшим огромных успех.

### 1990-е
Десятый студийный альбом Sans regrets, вышедший в 1992 году, был вновь записан в Соединённых Штатах с американскими музыкантами, его осовремененное звучание привело в ряды поклонников Вероник молодое поколение. Песня Rien que de l’eau становится хитом, альбом получает статус «платинового», а в 1993 году Вероник впервые удостаивается музыкальной награды Victoire de la Musique. Успех она закрепляет на сцене парижского концертного зала Зенит (альбом с записью этого шоу вновь становится «платиновым»), затем совершает одно турне за другим вплоть до 1996 года. Одно из наиболее заметных выступлений состоялось на сцене фестиваля Francofolies в Ла-Рошель в июле 1994 года: в концерте приняли участие Ален Шамфор, Марк Лавуан, Уильям Шеллер, группы Les Innocents и I Murvini, Максим Ле Форестье, Мишель Фюген, Поль Персон. Увековечивший этот вечер альбом стал самым значительным достижении в её дискографии, получив статус «алмазного» диска, а также была выпущена видеокассета Sanson, Comme ils l’imaginent (1995), принеся ей вторую награду Victoire de la Musique в 1996 году. Долгую серию концертов завершает в октябре 1996 года шоу в парижском Дворце Спорта, во время которого она поёт дуэтом с Патриком Брюэлем, Мюрреем Хэдом, Аленом Шамфором, Полем Персоном, группой I Murvini и Катрин Лара.

Новый альбом Indestructible выходит в феврале 1998 года. Четыре песни с него написаны Бернаром Свеллом (бывшим гитаристом Юга Офрэ и Вероник с 1979 по 1981 год). Новое турне начинается серией концертов во Дворце Спорта в январе 1998 года.

В 1999 году Вероник выпускает альбом кавер-версий песен Мишеля Берже, D’un papillon à une étoile, проданный тиражом в 300 000 экземпляров. В 2000 году она отправляется с этим альбомом в турне в сопровождении чешского симфонического оркестра под управлением Пола Бакмастера, бывшего аранжировщика Элтона Джона. Результатом этого турне станет очередной концертный альбом Avec vous (Véronique Sanson chante Michel Berger).

### 2000-е
21 июня 2000 года Вероник даёт сольный концерт, аккомпанируя себе на рояле, по случаю Праздника Музыки в Почётном Дворе Елисейского дворца, а 29 июля выступает на фестивале Paléo в Ньоне. Далее следует творческий отпуск. В 2001 году выходит сборник Les moments importants с тремя ранее не издававшимися песнями, записанными в 1998 году. Далее следует затишье: Вероник борется с наследственной болезнью крови и алкогольной зависимостью (о которой откровенно расскажет в автобиографическом фильме и книге 2005 года La douceur du danger). Эти проблемы заставляют её отменить турне 2002 года, три концерта которого планировалось провести в театре Елисейских Полей.
Вероник возвращается осенью 2004 года с новым альбомом Longue distance, большинство песен с которого написаны в соавторстве с другими поэтами и композиторами, и лишь 5 полностью написаны ей самой. Последовавшее за этим турне с 13 февраля по 16 апреля 2005 года с 9 концертами в Олимпии становится настоящим триумфом, так же, как и летнее турне по фестивалям. Альбом (изданный на одном и двух компакт-дисках) и DVD выйдут в октябре под названием Olympia 2005.

В марте 2005 года был показан документальный фильм Дидье Варро La douceur du danger, в котором Вероник откровенно рассказывает о себе, своей любви к музыке, семье, бурной личной жизни, пристрастии к алкоголю и отношениях с сыном. Телефильм получил продолжение в виде одноимённой книги, вышедшей осенью.

В октябре 2007 года Вероник становится главной гостьей фестиваля Nuits de Champagne, где главные хиты её репертуара были исполнены в сопровождении 900 хористов, шоу получило название Sanson polyphonique. 26 ноября выходит сборник из 3 CD Petits moments choisis, в то же время, как Вероник начинает двухлетнее турне, которое завершится осенью 2009 года с парижскими концертами в Ла-Сигаль и Олимпии, во время этих гастролей она также побывала за границей — в Тунисе, Монреале и Иерусалиме.

Вероник принимает участие в написании нескольких песен для коллег — в альбоме Мишеля Фюгена Bravo et merci (2007) её авторству принадлежит текст песни Alleluia; в альбоме Ива Дютея (Fr)agiles (2008) она вместе с ним пишет музыку к Sur le clavier du grand piano, текст к которой написал Ив, открыто посвятив песню Вероник. В ноябре 2008 года американский рэпер Jay-Z выпускает песню History (посвящённую избранию Барака Обамы на пост президента США), которая содержит семпл из песни 1972 года Une nuit sur son épaule, на бэк-вокале слышен голос Вероник. В декабре 2008 года на передаче Le Grand Journal певица сказала, что песня ей понравилась, но она предпочла бы, чтобы у неё сначала спросили разрешения.

8 декабря 2008 года Warner выпускает антологию Et voilà ! l’Intégrale 1967—2007, в которую вошли все альбомы и DVD Вероник, а также многочисленные бонусы. Тираж в 1500 экземпляров был распродан за несколько недель. Дополнительный тираж в 1000 экземпляров был издан в октябре 2010 года.

### 2010-е
В январе 2010 года Вероник принимает участие в благотворительном концерте в помощь пострадавшим от землетрясения на Гаити в парижском Зените, затем, 25 октября 2010 года, в концерте по случаю 300 дня удержания в заложниках французских журналистов в Афганистане, снова в Зените.

В тот же день выходит новый альбом Вероник Plusieurs Lunes, первый сингл с которого, La nuit se fait attendre (песня была написана в 1971 году) был доступен для свободного прослушивания на официальном сайте певицы с 30 июня. Второй сингл, Qu’on me pardonne (написанный её сестрой Вьолен) стал звучать на радио с 6 сентября, следующими синглами стали Juste pour toi, вышедший в декабре, а затем Je veux être un homme в первом квартале 2011 года. Альбом встречает успех, заняв третье место в хит-параде альбомов.

Новое турне начинается 29 января 2011 года в Лонжюмо, и проедет в течение двух лет по Франции, Бельгии, Швейцарии и Квебеку с тремя парижскими остановками в Олимпии с 28 февраля по 4 марта 2011 года, в Гран-Рекс 13, 14 и 15 мая, и, наконец, в зале Плейель 21 и 22 декабря 2012 года.

14 мая 2012 года, 40 лет спустя после выхода оригинального альбома, выходит ремастеризованное переиздание Amoureuse, в виде CD с редкими версиями песен и дуэтом 2012 года с Фанни Ардан, а также DVD с записью турне 2011—2012 гг, записанного 9 декабря 2011 года в Cirque Royal в Брюсселе (вышло также коллекционное издание с виниловой пластинкой Amoureuse и аудиоверсией концерта).

8 февраля 2013 года Вероник получает Почётную награду Victoire de la Musique за свою карьеру.

В 2014 году она принимает участие в юбилейном концерте фестиваля Francofolies в Ла-Рошель, а также в концерте Патрика Брюэля, показанного по TF1 5 сентября.

На первые месяцы 2015 года запланировано турне Les années américaines из 30 концертов, из которых 9 — в Олимпии. Его сопровождал выход одноимённой книги и сборника из 2 CD. Турне имело такой успех, что его решено было продлить до конца года — 6 концертов в Париже (4 в Олимпии и 2 во Дворце Спорта, где планируется съёмка шоу) и 40 дополнительных концертов в провинции, Швейцарии и Бельгии.

## Личная жизнь
В конце 60-х годов, будучи участницей группы Les Roche Martin, Вероник встречает Мишеля Берже (молодые люди были уже знакомы, так как их родители общались), с которым у неё вскоре завязывается роман. Осенью 1972 года Вероник внезапно уходит от Берже, сказав, что идёт за сигаретами и так и не вернувшись, и уезжает в Соединённые Штаты к рок-звезде Стивену Стиллзу, за которого выходит замуж 14 марта 1973 года и от которого рожает единственного сына Кристофера (ныне он успешный музыкант, живёт в США, где растит двух дочерей). Однако брак со Стиллзом очень быстро дал трещину, и в 1979 году, наконец, завершился тяжёлый бракоразводный процесс, который Вероник выиграла, получив опеку над сыном. Далее последовала череда романов — с гитаристом Бернаром Свеллом, актёром и певцом Этьеном Шико, актёром Франсуа-Эриком Жандроном. 11 июня 1995 года в Триель-Сюр-Сен (где она проживает с 1981 года) Вероник выходит замуж за юмориста Пьера Пальмада, с которым разведётся шесть лет спустя. В 2003 году начинается её роман с Кристианом Мейланом, с которым они вместе по сей день.

## Дискография

### Студийные альбомы
- 1972 — Amoureuse
- 1972 — De l’autre côté de mon rêve
- 1974 — Le maudit
- 1976 — Vancouver
- 1977 — Hollywood
- 1979 — 7ème
- 1981 — Laisse-la vivre
- 1985 — Véronique Sanson
- 1988 — Moi le venin
- 1992 — Sans regrets
- 1998 — Indestructible
- 1999 — D’un papillon à une étoile
- 2004 — Longue distance
- 2010 — Plusieurs lunes
- 2012 — Amoureuse (1972—2012) (CD + DVD)

### Концертные альбомы
- 1976 — Live at the Olympia
- 1981 — Au Palais des sports
- 1986 — L’Olympia 1985
- 1989 — À l’Olympia 89
- 1990 — Symphonique Sanson
- 1993 — Zénith 93
- 1995 — Comme ils l’imaginent
- 2000 — Avec vous (Véronique Sanson chante Michel Berger)
- 2005 — Olympia 2005
- 2012 — Le Cirque Royal de Véronique Sanson

### Сборники
- 1981 — Les plus belles chansons (11 песен)
- 1984 — Exclusivement féminin (10 песен)
- 1994 — Les plus belles chansons (13 песен)
- 1994 — Les plus belles chansons, vol. 2 (13 песен)
- 1998 — Les plus belles chansons, vol. 1 (13 песен, трек-лист отличается от сборника 1994 года)
- 1998 — Les plus belles chansons, vol. 2 (13 песен, трек-лист отличается от сборника 1994 года)
- 2001 — Les moments importants (2 CD, 40 песен)
- 2006 — Les plus belles chansons, vol. 1 (переиздание сборника 1998 года с другим оформлением)
- 2006 — Les plus belles chansons, vol. 2 (переиздание сборника 1998 года с другим оформлением)
- 2007 — Petits moments choisis (3 CD, 61 песня)
- 2008 — Et Voilà ! — Intégrale 1967—2007 (22 CD и 4 DVD)
- 2015 — Les années américaines (2 CD — 19 студийных версий и 17 концертных)

### Участие в альбомах других артистов
- 1989 — Tournée d’Enfoirés
- 1991 — Catherine Lara — Sand et les Romantiques (дуэт Entre elle et moi)
- 1994 — Yves Duteil — Entre elles et moi (дуэт Mélancolie)
- 2003 — Julien Clerc — Studio (дуэт Volons vers la lune)
- 2003 — Maurane — Quand l’humain danse (дуэт Petites minutes cannibales)

Также Вероник исполняет партии бэк-вокала и играет на различных инструментах на записях таких исполнителей, как Джереми Фейт, Марк Крафтчик, Пьер Василью, Мишель Берже, Жиль Валикетт, Бернар Свелл.
Также она пишет или принимает участие в написании песен для Изабель де Фюнес, Марка Кратчика, Петулы Кларк, Стивена Стиллза, Бернара Свелла, Ива Дютея, Мишеля Фюгена.

## Фильмография

### Актриса
- 1982 — Room service (режиссёр Борис Бергман), короткометражный фильм
- 1991 — Парад идиотов (режиссёр Ив Робер), роль — Фанни

### Композитор
- 1982 — Toute une nuit (режиссёр Шанталь Акерман) — песня Ma révérence
- 1996 — Pédale douce (режиссёр Габриэль Агион) — в фильме звучит песня Une nuit sur son épaule из альбома Comme ils l’imaginent (дуэт с Марком Лавуаном, на диске с саундтреком записана оригинальная версия из альбома De l’autre côté de mon rêve.
- 2010 — Всё то, что сверкает (режиссёр Жеральдин Накаш и Эрве Мимран) — Жеральдин Накаш и Лейла Бехти исполняют песню Chanson sur une drôle de vie.
- 2012 — Право на «лево» — песня Amoureuse.

## Телевидение
- 1972 — Discorama (Denise Glaser) (ORTF)
- 1979 — Numéro 1, (Maritie et Gilbert Carpentier) (TF1)
- 1992, 1994 — Fréquenstar (Laurent Boyer) (2 выпуска, M6)
- 1999 — Документальный фильм Les Lumières du music-hall (Eric Le Senay, Jacques Pessis) (P6 Productions, Paris Première et France 5, 25 минут)
- 2005 — Документальный фильм La douceur du danger (Didier Varrod) (Program33, France 3, 120 минут)
- 2010 — Документальный фильм Véronique Sanson, une fée sur son épaule (Empretintes), (Claude Ardid) (Endemol, France 5, 52 минуты)

## Документальные фильмы
- 2016 - Вероник Сансон: Я потеряла саму себя / Véronique Sanson: Je me suis tellement manquée (реж. Элоди Мьяле / Élodie Mialet)

## Награды
- 1976 — Silver Prize, международный музыкальный фестиваль в Токио
- 1978 — Исполнительница года (Meilleure interprète féminine de l’année) на Midem
- 1991 — Гран При ассоциации SACEM